# Marcus Octavius (Ädil)
Marcus Octavius († wohl 46 v. Chr.) war ein römischer Politiker der späten Republik.
Octavius war vermutlich ein Sohn des Konsuls von 76 v. Chr., Gnaeus Octavius. 53–51 v. Chr. war er wohl Legat des Statthalters von Kilikien, Appius Claudius Pulcher, und 50 v. Chr. kurulischer Ädil in Rom. Nach Ausbruch des Bürgerkriegs befehligte er unter dem Oberkommando des Marcus Calpurnius Bibulus Flotteneinheiten auf pompeianischer Seite in der Adria. Nach der Niederlage des Pompeius bei Pharsalos konnte sich Octavius noch eine Zeit lang in Dalmatien behaupten, wurde dann aber von Publius Vatinius geschlagen und rettete sich verwundet nach Nordafrika, wo die Pompeianer den Widerstand gegen Caesar fortsetzten. In den Jahren 47 und 46 v. Chr. kommandierte Octavius wieder einen Teil der Flotte. Er scheint 46 v. Chr. umgekommen zu sein.